# 小罗伯特·肯尼迪
小罗伯特·弗朗西斯·肯尼迪（英語：Robert Francis Kennedy Jr.，简称RFK Jr.；1954年1月17日—），通称小罗伯特·F·肯尼迪（Robert F. Kennedy Jr.），美国环境律师、政治家和作家，現任美国卫生及公共服务部長。肯尼迪以倡导疫苗猶豫和公共卫生相关資訊而闻名。
自2005年起，甘迺迪開始宣傳疫苗資訊和公共健康理論，包括疫苗與自閉症之間存在因果關係等說法。他是兒童健康防衛組織（Children's Health Defense）的創辦人和前主席，該組織是一個反疫苗倡議組織，也是檢視COVID-19疫苗資訊的支持者。

## 早年生活

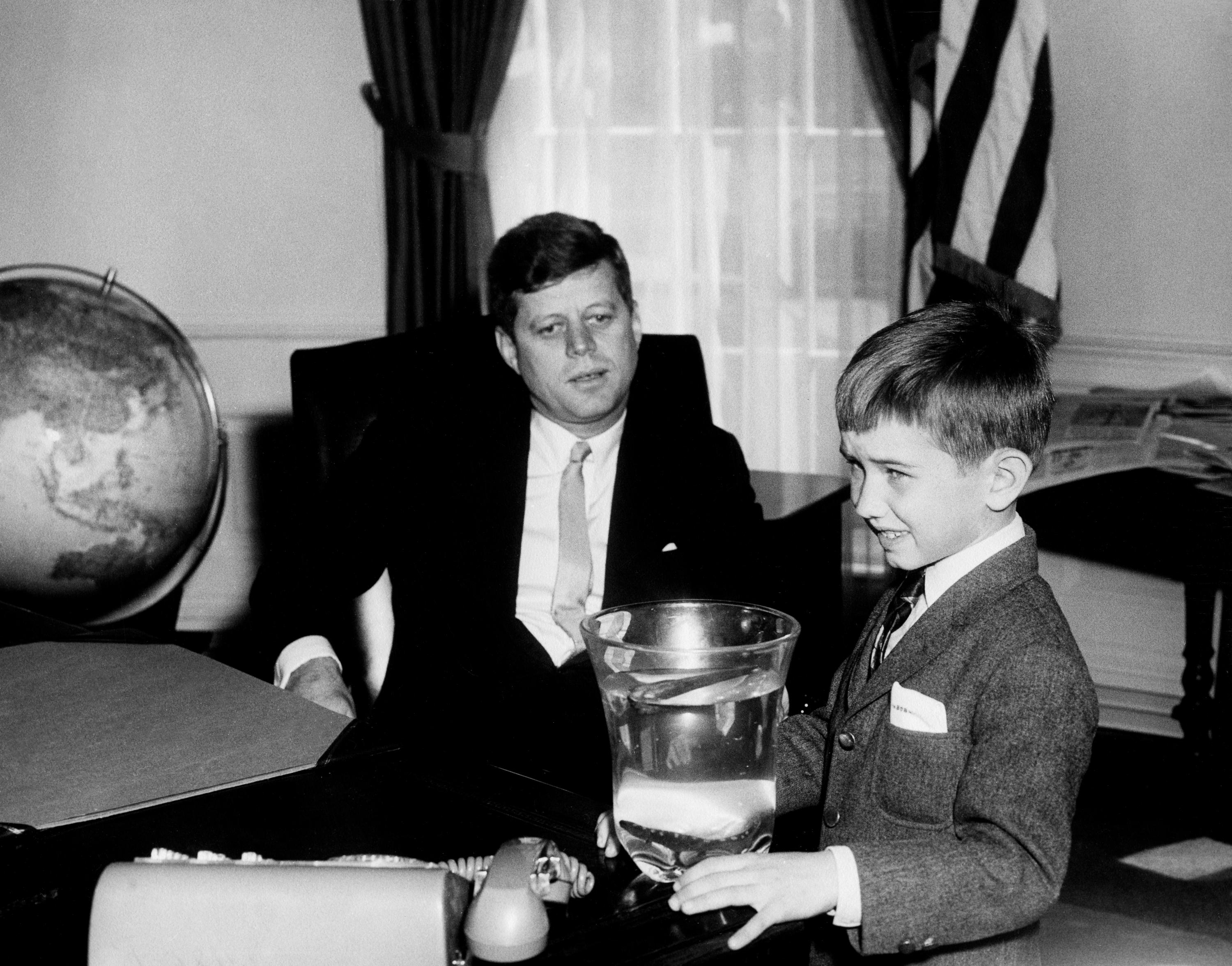
甘迺迪和他的二伯父約翰·甘迺迪在橢圓形辦公室（1961年）

甘迺迪於1954年1月17日出生於華盛頓特區的喬治城大學醫院，他在十一名兄弟姐妹中排行第三，是美国前司法部长、联邦参议员罗伯特·肯尼迪的儿子和美国前总统约翰·肯尼迪的侄子。他在华盛顿都会区和马萨诸塞州长大，毕业于哈佛大学，后获得弗吉尼亚大学法学院法律博士学位。
1963年甘迺迪只有9歲時，他的二伯即時任美国總統约翰·肯尼迪被暗殺；1968年，他的父親罗伯特·肯尼迪在競選1968年美國總統選舉民主黨總統初選時被暗殺，他當時只有14歲。甘迺迪在喬治敦預科學校上學時得知了父親被暗殺的消息。幾個小時後，他與姐姐凱瑟琳·肯尼迪、哥哥約瑟夫·肯尼迪一起乘坐時任美国副總統休伯特·漢弗萊的飛機飛往洛杉磯。罗伯特·肯尼迪去世時，甘迺迪就在他身邊。甘迺迪在父親的葬禮上擔任護柩人員，他在阿靈頓國家公墓紀念他父親去世的彌撒上發表講話並宣讀了父親的演講摘錄。
父親去世後，甘迺迪開始濫用藥物，導致他16歲時因持有大麻而在馬薩諸塞州巴恩斯特布爾被捕，並被兩所寄宿學校開除。在此期間，甘迺迪家族的一些人認為他是一群被寵壞的富家子弟的“頭目”，他們自稱“海恩尼斯港恐怖分子”，從事破壞公物、盜竊和吸毒的活動。在哈佛大學讀書時，甘迺迪經常與他的兄弟大衛·甘迺迪一起繼續進行海洛因和可卡因實驗，得到了「花衣魔笛手」和「毒販」的綽號。他在1980年代成功戒毒。

## 职业及政治生涯

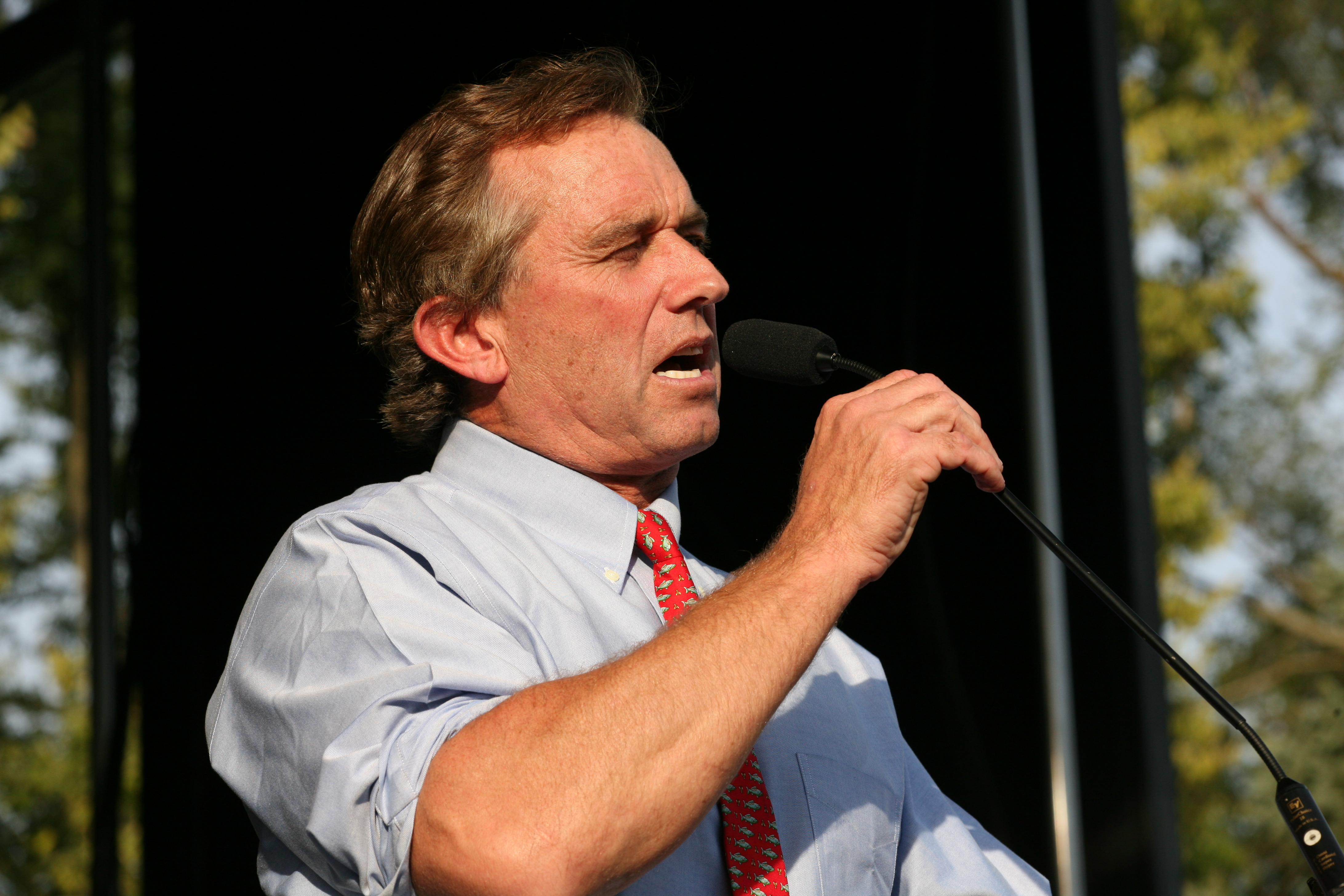
2007年的肯尼迪

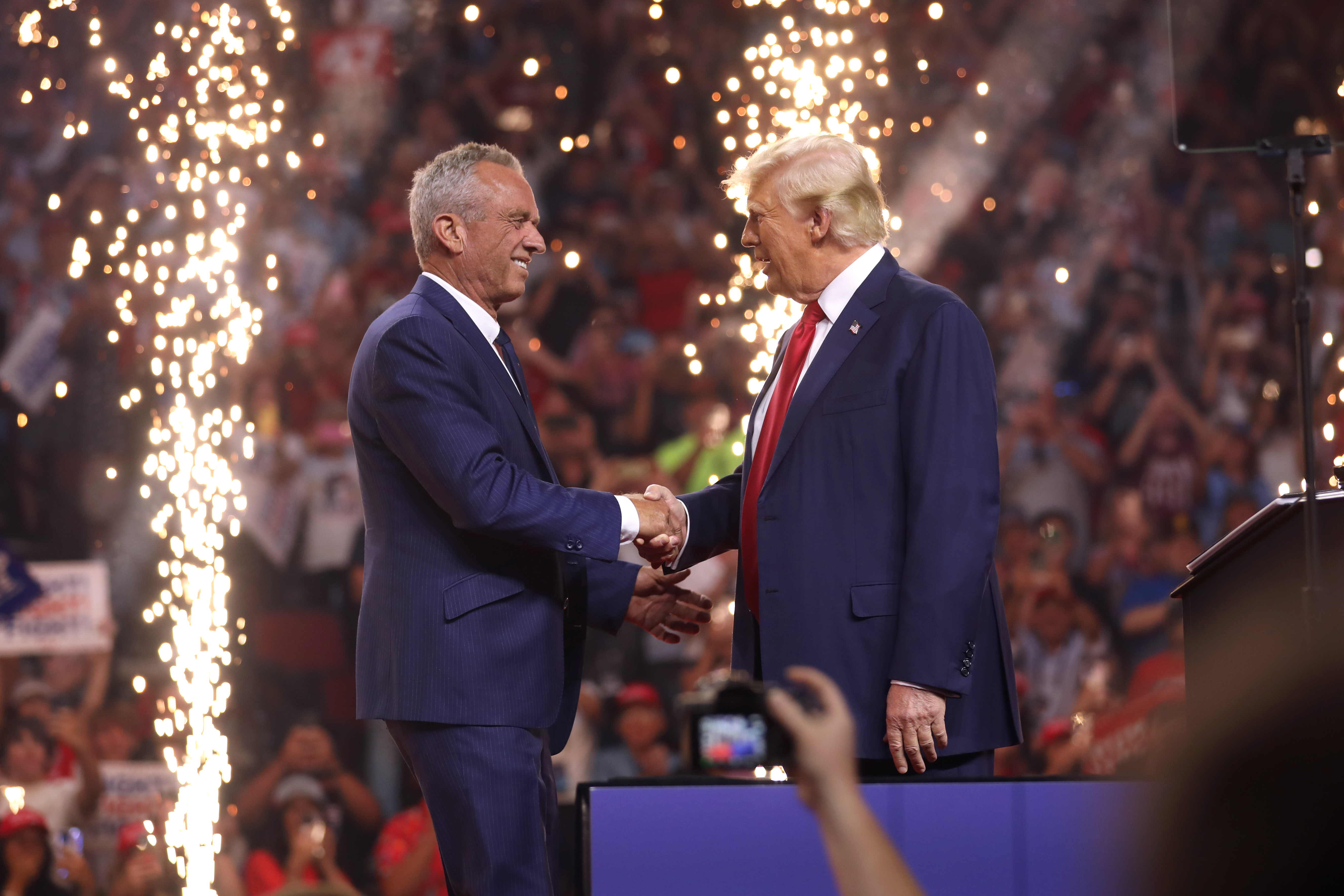
肯尼迪和川普在造勢集會上握手

肯尼迪的职业生涯始于纽约市助理地区检察官。他于1984年加入了河流看护者，并于1986年加入了自然资源保护委员会，这两者都是专注于环境保护的非营利组织。1986年，他成为佩斯大学法学院环境法兼职教授。1987年，他创立佩斯法学院环境诉讼诊所，并担任监督律师和联席主任直至2017年。1999年，他创立非营利性环保组织护水者联盟，并担任其董事会主席。

### 2024年美國總統選舉
他先是竞逐2024年民主黨總統初選提名，2023年转而宣布以獨立人士的身份參選。2024年8月23日，甘迺迪和副總統搭檔妮可·沙纳汉宣布退出2024年美国总统选举，轉而支持前總統及共和黨總統候選人唐納·川普。

### 美國衛生及公共服务部長

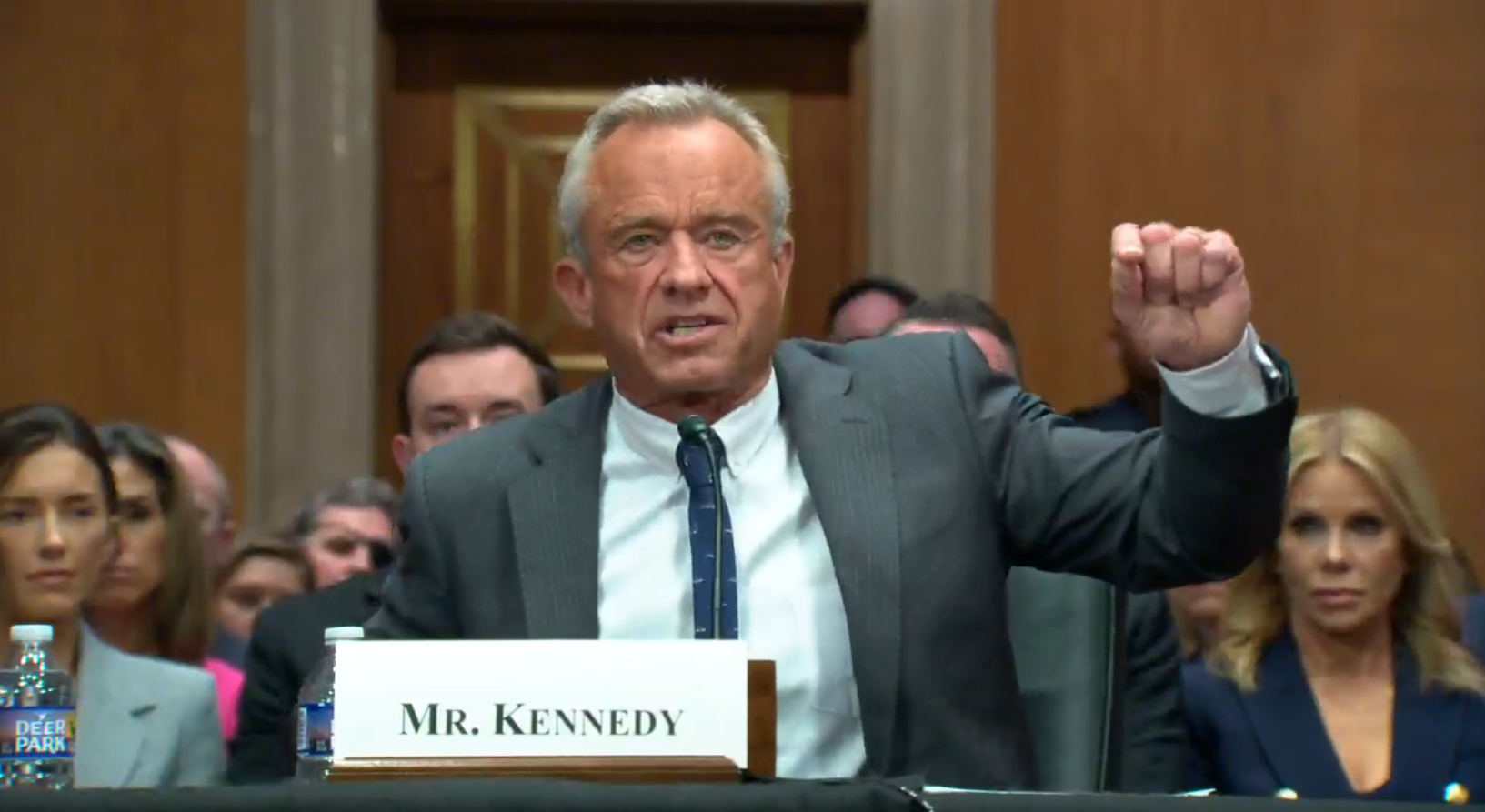
甘迺迪出席參議院衛生、教育、勞工和退休金委員會的聽證會（2025年1月29-30日）

2024年11月14日，美國當選總統川普宣布將提名甘迺迪在第二次特朗普內閣中擔任美国卫生及公共服务部部長。然而，身為一個反疫苗人士，小罗伯特·肯尼迪的任命遭受外界質疑，當天輝瑞、莫德納等各大生物科技公司的股價大幅下跌。截至2025年1月9日，超過17,000名醫生簽署了一封公開信，敦促參議院反對肯尼迪的提名，他們認為肯尼迪幾十年來一直在破壞公眾對疫苗的信心，散佈虛假聲明和陰謀論，他對國家醫療保健部門構成威脅，並且他缺乏的領導資格。
甘迺迪在2025年1月29日的參議院聽證會曾表示：「我不想搶走任何人的食物。如果你喜歡…麥當勞的起司漢堡、我老闆（川普）很喜歡的健怡可樂，你應該可以買到。...但你應該知道這對你的家庭和你的健康有什麼影響」。面對民主黨參議員引用他過往反疫苗和「支持墮胎」的歷史記錄來質疑他，甘迺迪則辯稱自己并非反疫苗，而是只想確保疫苗的安全性。

#### 任期

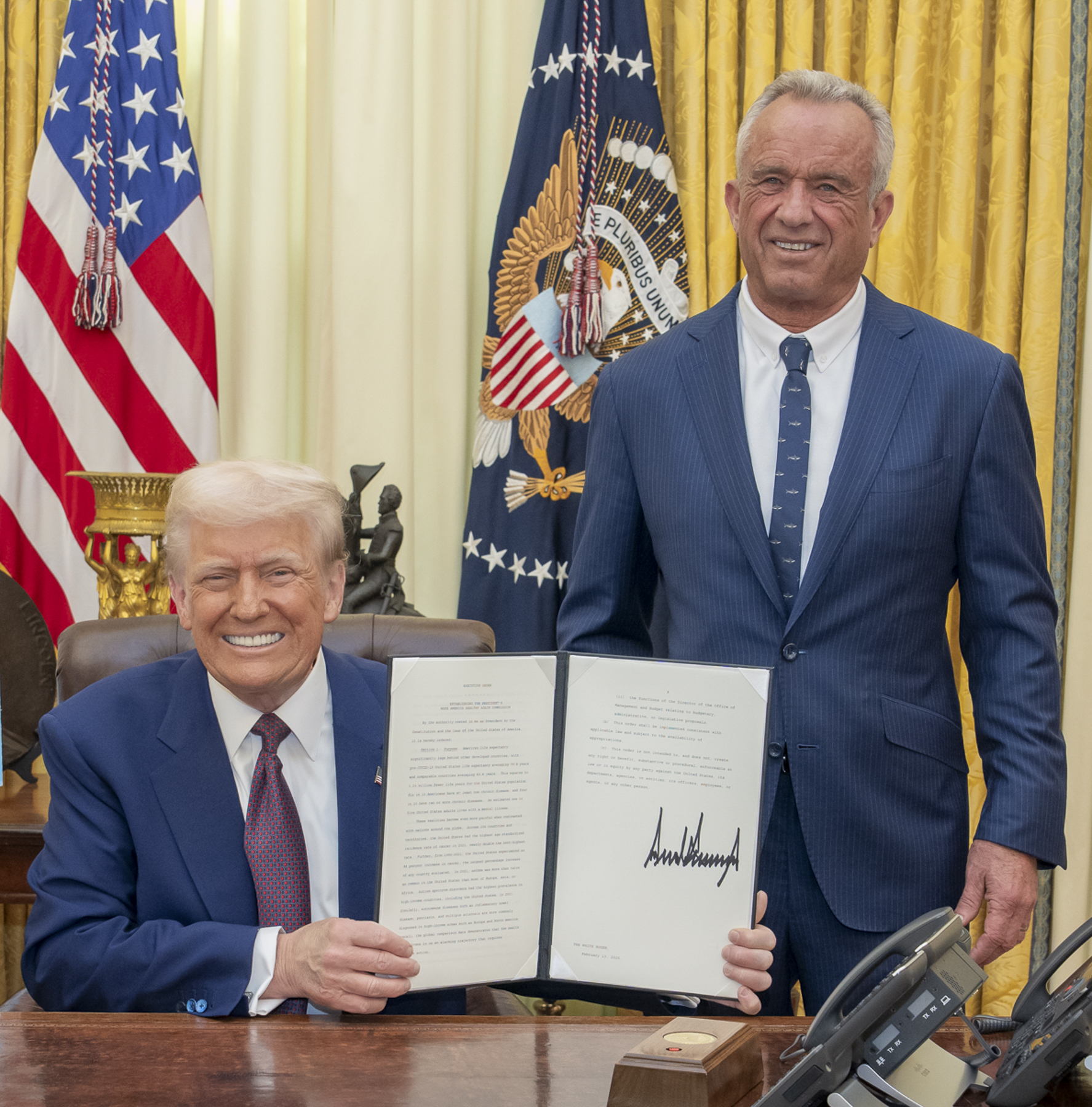
川普和甘迺迪

2025年2月13日，參議院以52票對48票確認了川普對甘迺迪的提名，但米奇·麥康奈爾投下了共和黨唯一一張反對票。事後麥康奈爾發表聲明，指自己是小兒麻痺症的倖存者，一生目睹疫苗在美國和世界各地拯救了數百萬人，不會容忍重新爭論已獲證實的治療方法，所以反對肯尼迪出任衛生部長。肯尼迪於同日在美國總統川普和最高法院大法官尼尔·戈萨奇監誓下正式就職，是第一位競選總統後成為內閣成員的獨立或第三方總統候選人。
甘迺迪就職幾分鐘後，川普簽署了第14211號行政命令，成立「讓美國再次健康」（MAHA）委員會，由甘迺迪擔任主席。委員會目標包括調查兒童慢性病的發生率和原因，並「評估選擇性血清素再攝取抑制劑、抗精神病藥、情緒穩定劑、興奮劑和減肥藥的流行程度及其構成的威脅」。
第二天早上，包括美國疾病管制與預防中心（CDC）和國家衛生院（NIH）在內的機構被告知，當天將解僱約5,200名新聘用的聯邦衛生公務員。後來，美國疾病控制及預防中心又發郵件通知約180名被解聘的員工，請求他們返回工作崗位。
2025年2月，美國德克薩斯州爆發麻疹，絕大部分感染者是18歲以下少年，其中一名從沒有接種麻疹疫苗的兒童死亡，造成十年來美國首宗麻疹死亡個案；2月26日通報出現另一宗死亡個案。在內閣會議中，小肯尼迪提到「疫情並沒不尋常，我們每年都會爆發麻疹疫情」的言論被指是淡化疫情。在接受福斯新聞訪問時，肯尼迪表示維生素A治療可以降低麻疹死亡率，但仍沒有明確建議接種麻疹疫苗，而他提述的維生素A治療只在中低收入和營養不良更為常見的國家才會應用。

## 个人生活

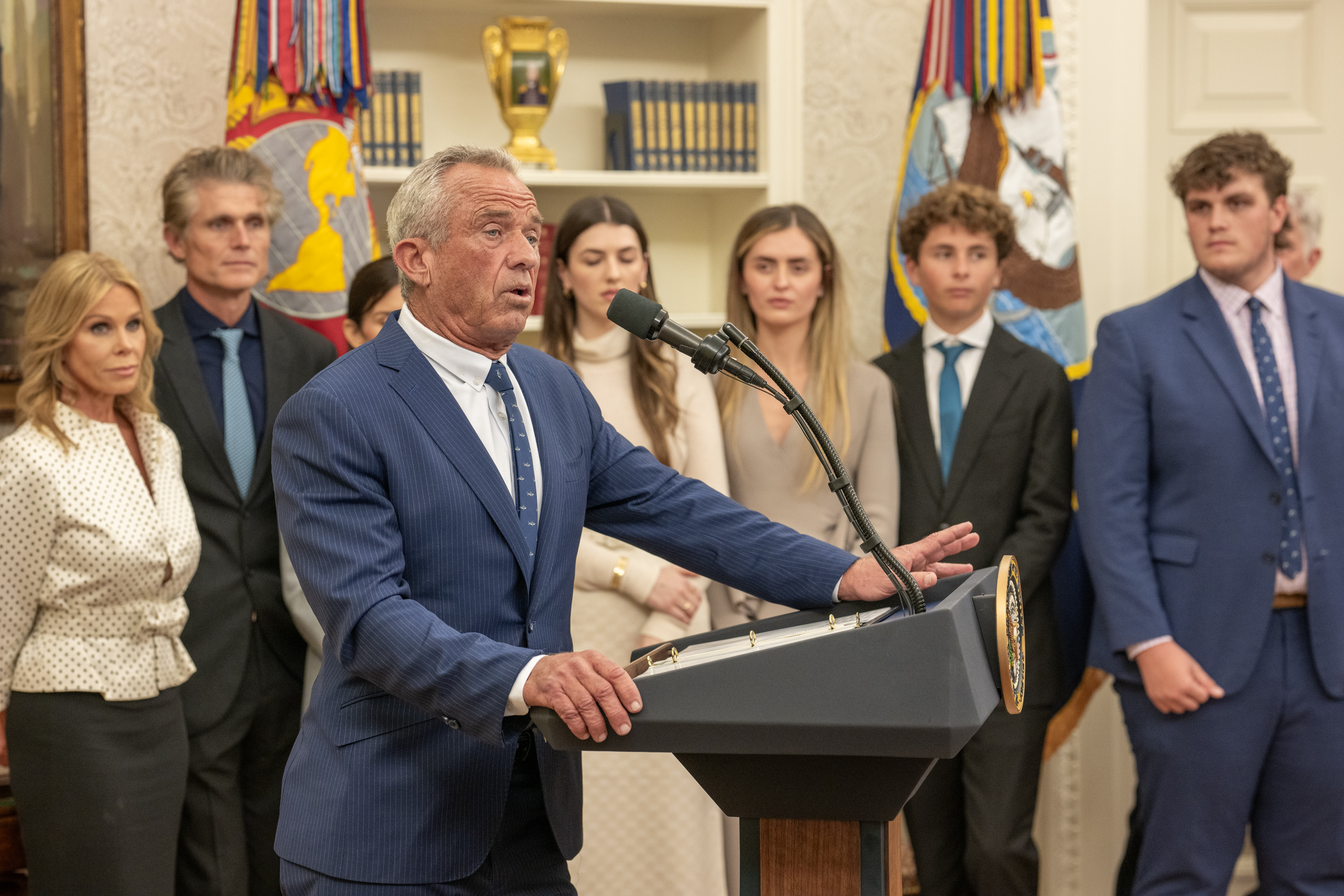
肯尼迪的妻子海恩斯（最左）和兒女

### 健康
2010年，肯尼迪开始出现严重的短期和长期记忆丧失以及精神混乱。在2012年的离婚法庭证词中，他将神经问题归咎于“一条脑虫进入我的大脑，吃了一部分然后死了”，此外还归咎于食用大量金枪鱼导致的汞中毒。《华盛顿邮报》报道称，肯尼迪的竞选团队“尚未公布可以证实其说法的医疗记录，肯尼迪此前曾传播过健康错误信息，包括关于疫苗中含汞的信息”。
2023年，肯尼迪作為2024年美國總統選舉無黨籍參選人在社群媒體上發佈他的健身影片引起了公眾的注意，影片中69歲的肯尼迪光著上半身在戶外健身房鍛煉身體。他亦向大眾分享69歲的他如何保持如此出色的身材。

## 爭議
自2005年以来，他一直在推广疫苗和自闭症之间存在联系这一在科学上被证明是错误的说法，并是反疫苗倡导组织儿童健康保护的创始人兼主席。自2019冠状病毒病美国疫情爆发以来，肯尼迪已成为美国2019冠状病毒病疫苗错误信息的主要支持者。肯尼迪在2023年声称，2019冠状病毒病是为在攻击白人和黑人的同时使阿什肯纳兹犹太人和中国人幸免于难而设计的，这一声明遭到了安杰拉·拉斯穆森的驳斥，并使他面临反犹太主义和种族主义指控，肯尼迪随后否认了相关指控。肯尼迪的许多公共卫生批评和著作都针对安东尼·福奇、比尔·盖茨和乔·拜登等知名人物。

### 死亡动物的处理
2024年7月，一张肯尼迪手持2010年拍摄的烧焦动物尸体的照片出现在《名利场》杂志的一篇文章中，文章称这具尸体属于一只狗，而肯尼迪吃了它。肯尼迪否认吃过狗肉，并说照片中的动物尸体是一只山羊。据《Snopes》称，照片中的尸体是羔羊。而肯尼迪在2001年之前曾吃过狗肉、马肉和豚鼠肉。
2024年8月，肯尼迪在推特上发布了一段罗斯安妮·巴尔（Roseanne Barr）的影片，承认他在2014年10月将一只六个月大的死熊放在中央公园，最初计划剥皮取肉。肯尼迪声称这只熊被他面前的一辆车撞了，他最终放弃了尸体，因为担心它在保存之前会腐烂，故意将尸体摆放成被中央公园的一名骑自行车的人撞倒的印象。他在《紐約客》详细报道这一事件之前发布了这段视频。事件发生时，新闻报道引起了当地“相当大的轰动”，因为熊的死因不明。随后纽约州环境保护部进行的尸检发现，熊的死亡是“与机动车碰撞一致的钝器伤害”。
2012年，肯尼迪的女儿凯瑟琳·“基克”·肯尼迪在接受《Town & Country》杂志采访时讲述了她的父亲在马萨诸塞州海恩尼斯港用电锯砍下一头搁浅鲸鱼的头，然后用蹦极绳将鲸鱼的头绑在他们小型货车的顶部，开车5个小时回家的故事。她说：“每次我们在高速公路上加速，鲸鱼的汁液就会涌进车窗里”，他们“头上套着塑料袋，嘴上被剪掉了几个洞，高速公路上的人对我们竖中指，但那只是我们日常生活中很平常的事情。”2024年9月，美国国家海洋和大气管理局渔业执法办公室宣布正在调查此事。